# Предацит
Предаци́т — це контактово-метаморфічна порода, що складається з мармурового бруситу, зведеного до оксиду магнію та збагаченого оксидом кальцію порівняно з доломітовими породами, схожа на пенкатит.
Назва походить від місцевості Предаццо в долині Валь-ді-Ф'ємме (Тренто), де вона була вперше виявлена і описана в 1820 році Джузеппе Марзарі Пенкаті та досліджена фармацевтом Деметріо Леонарді, який і дав їй назву.